# Wąwóz Górczyński

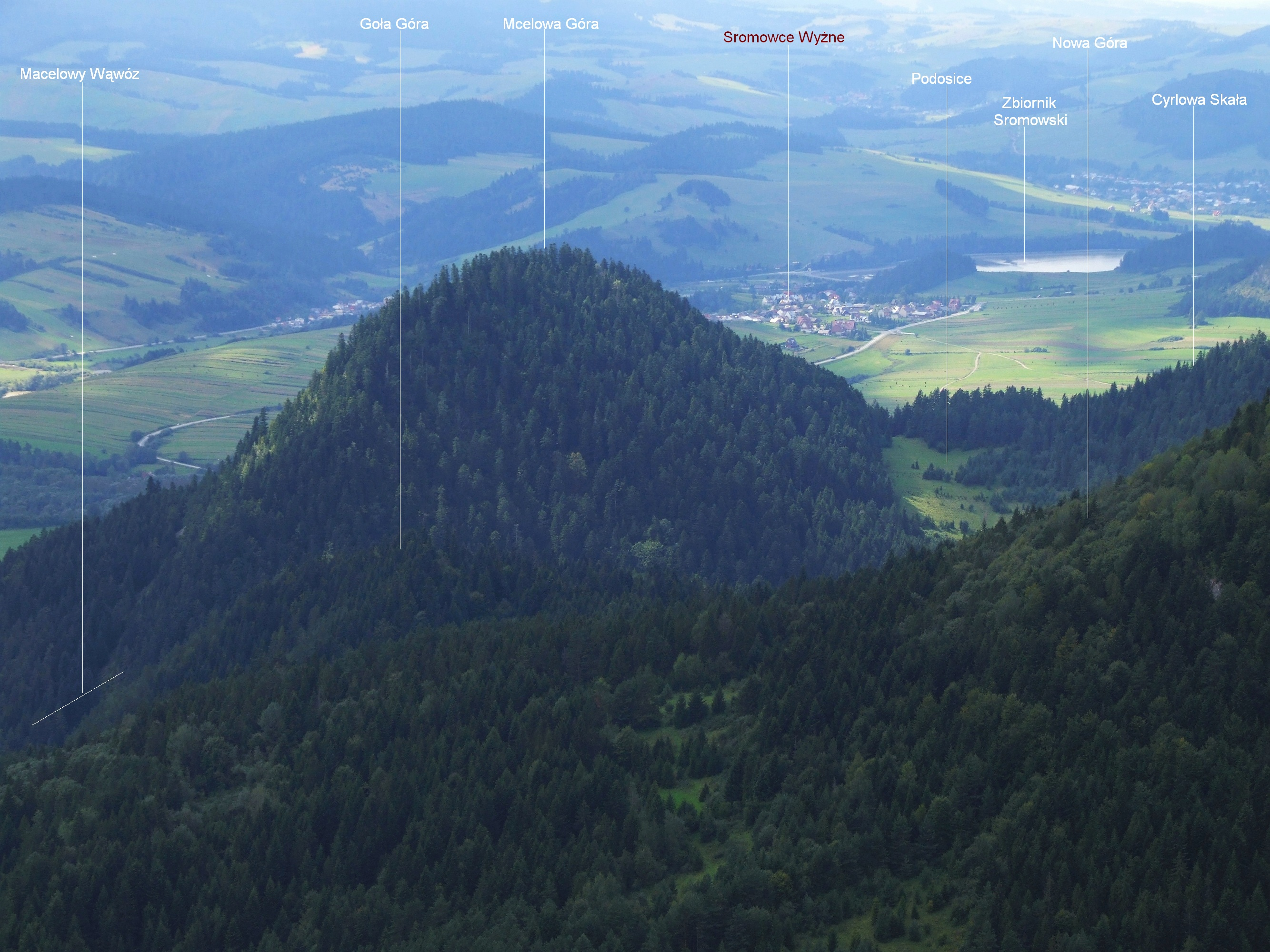
Widok z Trzech Koron

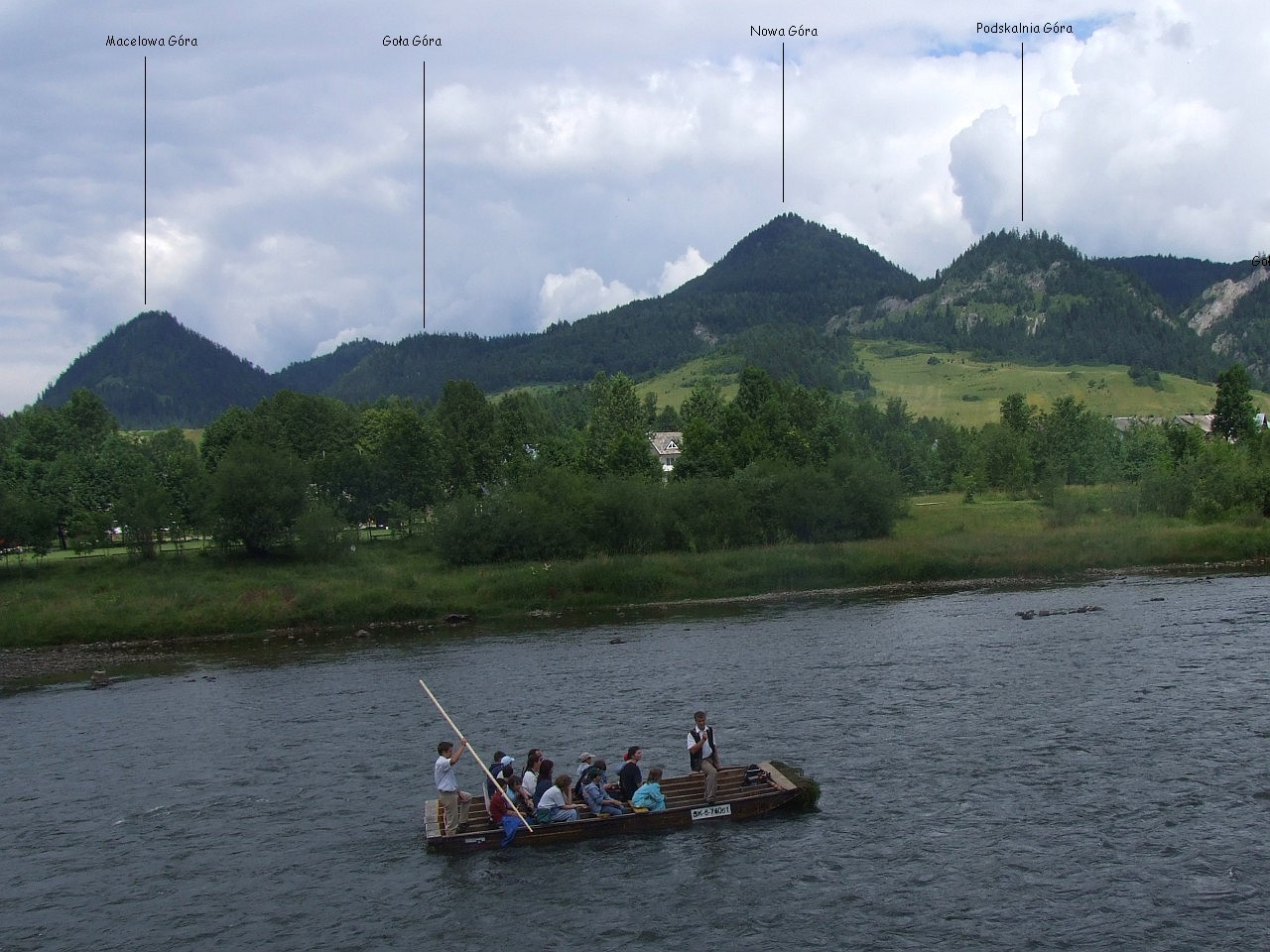
Macelowy Wąwóz pomiędzy Macelową Górą i Gołą Górą

Wąwóz Górczyński, Wąwóz Macelowy – wąwóz pomiędzy Macelową Górą (801 m) i Gołą Górą (712 m) na południowych stokach Pienin Czorsztyńskich. Znajduje się w miejscowości Sromowce Niżne, w ich części zwanej Sromowcami Średnimi. Ma długość około 400 m, a jego dno wysokość 560–590 m n.p.m. Ma V-kształtny przekrój poprzeczny, typowy dla dolin powstałych w wyniku erozji wgłębnej spowodowanej spływającymi wodami. Jego zbocza są w dużym stopniu trawiasto-skaliste, występują w nich też skałki, ale wąwóz coraz bardziej porasta lasem. Powyżej wąwozu występuje rozszerzenie, w którym łączą się dwa potoki: Czarny i Kirowy, tworząc potok Macelowy spływający dnem wąwozu do Dunajca. Od rozszerzenia tego po północnej stronie Macelowej Góry ciągnie się zarastająca polana Podosice.
Znajduje się w całości na obszarze Pienińskiego Parku Narodowego, którego granica przebiega tutaj obrzeżem lasu i polan Stodoliska, Forendówki i Pod Forendówką. Nie prowadzi przez niego żaden szlak turystyczny. Jest siedliskiem rzadkich roślin i zwierząt; m.in. występuje tutaj pomurnik i pliszka górska. Z rzadkich w Polsce gatunków roślin rośnie oset pagórkowy i pszonak pieniński objęty ścisłą ochroną. W 1988 r. na łące w Wąwozie Górczyńskim znaleziono rzadki gatunek storczyka buławnik wielkokwiatowy (Cephalnathera damasonium), a w 2001 i 2008 dwulistnik muszy. W latach 1987–1988 znaleziono tu bardzo rzadki, w Polsce zagrożony wyginięciem gatunek porostu – Catapyrenium lachneum i rzadką garbatkę nabrzmiewającą Toninia tumidula.